# Leon Edwards
Leon Edwards (Kingston, 25 agosto 1991) è un artista marziale misto giamaicano naturalizzato britannico.
Combatte nella divisione dei pesi welter per la promozione statunitense UFC, nella quale è stato campione di categoria dal 2022 al 2024. In precedenza ha militato nelle organizzazioni BAMMA e Fight UK MMA.

## Biografia
Nato a Kingston, in Giamaica, da bambino si è trasferito con la famiglia nella città inglese di Birmingham. È fratello di Fabian, anch'egli lottatore di arti marziali miste.

## Caratteristiche tecniche
Dotato di buone conoscenze nel kickboxing, Edwards è un lottatore che predilige il combattimento in piedi. È dotato egualmente di un buon livello di grappling e wrestling, che messo in mostra specialmente nella sua difesa del titolo UFC contro Colby "Chaos" Covington - ex wrestler - a UFC 296.

## Carriera nelle arti marziali miste

### Ultimate Fighting Championship
Edwards debutta in UFC l'8 novembre 2014 venendo sconfitto ai punti dal brasiliano Cláudio Silva a UFC Fight Night 56. Dopo aver aperto il suo 2015 con due vittorie contro Seth Baczynski e Pawel Pawlak, chiude l'annata venendo battuto ai punti dall'esperto nella lotta a terra Kamaru Usman a UFC on Fox 17.
Si fa quindi strada nella divisione grazie a una serie di vittorie contro contendenti senza ranking quali Albert Tumenov, Vicente Luque e Peter Sobotta, prima di centrare la vittoria più importante della carriera il 23 giugno 2018, quando sconfigge ai punti il veterano e numero 11 di categoria Donald Cerrone a UFC Fight Night 132.
La sua striscia di vittorie continuerà durante il 2019, sconfiggendo Gunnar Nelson il 16 Marzo e l'ex campione dei pesi leggeri Rafael Dos Anjos il 20 Luglio, entrambi per decisione. Le sue prestazioni gli garantiscono un nuovo contratto con la promozione statunitense, il terzo posto nei rankings ed un incontro con l'ex campione di categoria Tyron Woodley programmato per il 21 Marzo 2020. A causa della pandemia di COVID, Edwards fu costretto a non prendere parte all'evento, poiché impossibilitato a raggiungere gli Stati Uniti. 
La situazione pandemica lo costringerà a restare lontano dall'ottagono ed essere rimosso dai rankings per inattività il 22 Ottobre 2020. Il giorno dopo la rimozione fu annunciato l'incontro contro il prospetto Khamzat Chimaev. L'evento, programmato per il 19 Dicembre 2020, avrebbe permesso ad Edwards di tornare ad occupare la terza posizione nei rankings in caso di vittoria. Il 29 Novembre fu annunciata la positività al COVID-19 di Chimaev. Il 1 Dicembre anche Edwards risultò positivo. Il 22 Dicembre l'incontro fu ufficialmente rimandato e fissato per il 20 Gennaio 2021, ma a causa della severità della malattia, il 29 Dicembre 2020 Chimaev annunciò che non avrebbe preso parte all'incontro. L'incontro fu prima cancellato e poi annunciato nuovamente, questa volta programmato per il 13 Marzo 2021. Anche questa volta Chimaev non prenderà parte all'incontro a causa degli effetti del COVID-19 e l'evento fu cancellato. Il 18 Febbraio 2021 venne annunciato che Belal Muhammad rimpiazzerà Chimaev. Il 13 Marzo del 2021 Edwards finalmente tornerà nell'ottagono dopo 602 giorni, 3 incontri cancellati, esser stato rimosso dai rankings ed affronterà un avversario di rimpiazzo. La sfortuna di Edwards non finisce qui, infatti l'incontro terminerà all'inizio del secondo round a causa di una ditata all'occhio accidentale subita da Muhammad, causando il No Contest e ponendo fine alla striscia di vittorie di Edwards. 
Edwards avrebbe dovuto affrontare Nate Diaz il 15 Maggio 2021, ma, come ormai solito, l'incontro fu rinviato al 12 Giugno 2021. Edwards controllò Diaz per larga parte dell'incontro, ma negli istanti finali del quinto round fu duramente colpito. Nonostante il finale, Edwards vinse l'incontro per decisione unanime. 
Edwards avrebbe poi dovuto affrontare Jorge Masvidal l'11 Dicembre 2021, ma Masvidal non prese parte all'incontro a causa di un infortunio e l'evento fu cancellato.

#### Campione UFC
Il 20 Agosto 2022 Edwards affrontò nuovamente Kamaru Usman ad UFC 278 in un incontro valido per la cintura di campione dei pesi Welter UFC. Dopo un'ottima partenza da parte di Edwards, Usman dominò l'incontro controllando l'avversario grazie a tecniche di wrestling. L'incontro sembrava andare verso la vittoria per decisione di Usman, ma a meno di un minuto dal termine dell'incontro, Edwards colpì il campione con un calcio alla tempia, vincendo l'incontro per KO e aggiudicandosi il titolo ed il riconoscimento di Performance of the Night. 
Edwards affrontò Usman per la terza volta il 18 Marzo 2023 ad UFC 286. L'atleta inglese vinse l'incontro per decisione maggioritaria nonostante la detrazione di un punto per essersi aggrappato alla gabbia.
Nel main event di UFC 296 - ultimo evento dell'anno - Edwards difende il titolo contro Colby Covington, vincendo per decisione unanime.

## Risultati nelle arti marziali miste
| Risultato  | Record   | Avversario       | Metodo                                     | Evento                                 | Data              | Round | Tempo | Luogo                         | Note                                                          |
| ---------- | -------- | ---------------- | ------------------------------------------ | -------------------------------------- | ----------------- | ----- | ----- | ----------------------------- | ------------------------------------------------------------- |
| Sconfitta  | 22-5 (1) | Sean Brady       | Sottomissione (ghigliottina)               | UFC Fight Night 255                    | 22 marzo 2025     | 4     | 1:39  | Londra, Inghilterra           |                                                               |
| Sconfitta  | 22-4 (1) | Belal Muhammad   | Decisione (unanime)                        | UFC 304                                | 28 luglio 2024    | 5     | 5:00  | Manchester ,Inghilterra       | Perde il titolo dei pesi welter UFC                           |
| Vittoria   | 22-3 (1) | Colby Covington  | Decisione (unanime)                        | UFC 296                                | 16 dicembre 2023  | 5     | 5:00  | Las Vegas, Stati Uniti        | Difende il titolo dei pesi welter UFC                         |
| Vittoria   | 21-3 (1) | Kamaru Usman     | Decisione (maggioranza)                    | UFC 286                                | 18 marzo 2023     | 5     | 5:00  | Londra, Inghilterra           | Difende il titolo dei pesi welter UFC                         |
| Vittoria   | 20-3 (1) | Kamaru Usman     | KO (calcio alla testa)                     | UFC 278: Usman vs. Edwards 2           | 20 agosto 2022    | 5     | 4:02  | Salt Lake City, Stati Uniti   | Vince il titolo dei pesi welter UFC. Performance of the Night |
| Vittoria   | 19-3 (1) | Nate Diaz        | Decisione (unanime)                        | UFC 263: Adesanya vs. Vettori 2        | 12 giugno 2021    | 5     | 5:00  | Glendale, Stati Uniti         |                                                               |
| No Contest | 18–3 (1) | Belal Muhammad   | No Contest (ditata all'occhio accidentale) | UFC Fight Night: Edwards vs. Muhammad  | 13 marzo 2021     | 2     | 0:18  | Las Vegas, Stati Uniti        |                                                               |
| Vittoria   | 18–3     | Rafael dos Anjos | Decisione (unanime)                        | UFC on ESPN: dos Anjos vs. Edwards     | 20 luglio 2019    | 5     | 5:00  | San Antonio, Stati Uniti      |                                                               |
| Vittoria   | 17–3     | Gunnar Nelson    | Decisione (non unanime)                    | UFC Fight Night: Till vs. Masvidal     | 16 marzo 2019     | 5     | 3:00  | Londra, Inghilterra           |                                                               |
| Vittoria   | 16–3     | Donald Cerrone   | Decisione (unanime)                        | UFC Fight Night: Cowboy vs. Edwards    | 23 giugno 2018    | 5     | 5:00  | Kallang, Singapore            |                                                               |
| Vittoria   | 15–3     | Peter Sobotta    | KO tecnico (pugni)                         | UFC Fight Night: Werdum vs. Volkov     | 17 marzo 2018     | 3     | 4:59  | Londra, Inghilterra           |                                                               |
| Vittoria   | 14-3     | Bryan Barberena  | Decisione (unanime)                        | UFC Fight Night: Volkov vs. Struve     | 2 settembre 2017  | 3     | 5:00  | Rotterdam, Paesi Bassi        |                                                               |
| Vittoria   | 13-3     | Vincente Luque   | Decisione (unanime)                        | UFC Fight Night: Manuwa vs. Anderson   | 18 marzo 2017     | 3     | 5:00  | Londra, Inghilterra           |                                                               |
| Vittoria   | 12-3     | Albert Tumenov   | Sottomissione (rear-naked choke)           | UFC 204                                | 8 ottobre 2016    | 3     | 3:01  | Manchester, Inghilterra       |                                                               |
| Vittoria   | 11-3     | Dominic Waters   | Decisione (unanime)                        | UFC Fight Night: Overeem vs. Arlovski  | 8 maggio 2016     | 3     | 5:00  | Rotterdam, Paesi Bassi        |                                                               |
| Sconfitta  | 10-3     | Kamaru Usman     | Decisione (unanime)                        | UFC on Fox: dos Anjos vs. Cerrone 2    | 19 dicembre 2015  | 3     | 5:00  | Orlando, Florida, Stati Uniti |                                                               |
| Vittoria   | 10-2     | Pawel Pawlak     | Decisione (unanime)                        | UFC Fight Night: Bisping vs. Leites    | 18 luglio 2015    | 3     | 5:00  | Glasgow, Scozia               |                                                               |
| Vittoria   | 9–2      | Seth Baczynsk    | KO (pugni)                                 | UFC Fight Night: Gonzaga vs. Cro Cop 2 | 11 aprile 2015    | 1     | 0:08  | Cracovia, Polonia             | Performance of the Night                                      |
| Sconfitta  | 8-2      | Cláudio Silva    | Decisione (non unanime)                    | UFC Fight Night: Shogun vs. St. Preux  | 8 novembre 2014   | 3     | 5:00  | Uberlândia, Brasile           | Debutto in UFC                                                |
| Vittoria   | 8-1      | Shaun Taylor     | KO (pugni)                                 | BAMMA 16                               | 13 settembre 2014 | 3     | 3:30  | Manchester, Inghilterra       | Difende il titolo dei pesi welter BAMMA                       |
| Vittoria   | 7-1      | Wayne Murrie     | Sottomissione (rear-naked chokes)          | BAMMA 15                               | 5 maggio 2014     | 3     | 3:13  | Hackney Wick, Inghilterra     | Vince il titolo dei pesi welter BAMMA                         |
| Vittoria   | 6-1      | Wendle Lewis     | KO (pugni)                                 | BAMMA 14                               | 14 dicembre 2013  | 1     | 1:20  | Birmingham, Inghilterra       |                                                               |
| Vittoria   | 5-1      | Adam Boussif     | Sottomissione (arm-triangle choke)         | BAMMA 13                               | 13 settembre 2013 | 1     | 2:10  | Birmingham, Inghilterra       |                                                               |
| Vittoria   | 4-1      | Jonathan Bilton  | KO Tecnico (ginocchate)                    | BAMMA 11                               | 1 dicembre 2012   | 2     | 1:11  | Birmingham, Inghilterra       |                                                               |
| Vittoria   | 3-1      | Craig White      | Decisione Tecnica                          | SAH 14: Strength And Honour 14         | 3 novembre 2012   | 2     | 5:00  | Exeter, Inghilterra           |                                                               |
| Sconfitta  | 2-1      | Delroy McDowell  | Squalifica                                 | Fight UK MMA: Fight UK 6               | 25 febbraio 2012  | 3     | 2:40  | Leicester, Inghilterra        | Ritorno nei pesi welter                                       |
| Vittoria   | 2-0      | Pawel Zwiefka    | Decisione (unanime)                        | Fight UK MMA: Fight UK 5               | 19 novembre 2011  | 3     | 5:00  | Leicester, Inghilterra        | Debutto nei pesi medi                                         |
| Vittoria   | 1-0      | Damian Zlotnicki | KO Tecnico (pugni)                         | Fight UK MMA: Fight UK 4               | 5 giugno 2011     | 1     | 2:15  | Leicester, Inghilterra        | Debutto nei pesi welter                                       |